# Jardí etnobotànic
El jardí etnobotànic té la funció d'acollir les plantes que tenen una relació estreta amb l'home. És un aparador pedagògic per a les plantes cerealistes, d'hort, aromàtiques, medicinals, tintorials i d'ús artesanal, conreades des del Neolític que constitueixen les col·leccions que pot presentar.
La gestió jardí depèn d'una disciplina: l'etnobotànica, que estudia les relacions estretes que uneixen l'home amb la planta. Al jardí, les espècies vegetals constitueixen el suport d'un enfocament pedagògic atractiu de la història, l'evolució de l'agricultura, dels costums, de l'alimentació, i de les creences populars. El jardí etnobotànic fa una funció sociocultural massa sovint ignorada, contar la història de l'home. Les plantes es reuneixen en col·leccions temàtiques segons els seus usos.